# Horní Lomná
Obec Horní Lomná (polsky Łomna Górna, německy Ober Lomna, alternativní místní pojmenování Salajka) leží v údolí říčky Lomná na jihovýchodě okresu Frýdek-Místek. Má 367 obyvatel. V roce 2021 se 17 % obyvatel obce hlásilo k polské národnosti.
Ve vzdálenosti 16 km severně leží město Třinec, 21 km západně město Frýdlant nad Ostravicí, 24 km severně město Český Těšín a 27 km severozápadně město Frýdek-Místek.

## Historie
První písemná zmínka o obci pochází z roku 1690, kdy se zde dolovala železná ruda. Osídlení údolí Lomné začalo v roce 1646. Jako správní jednotka se Lomná objevuje v roce 1730. Název vesnice pochází od řeky Lomná. V roce 1770 Lomnou obývalo 489 obyvatel. První soukromá škola byla otevřena v roce 1830. Podle rakouského sčítání lidu v roce 1843 měla Lomná 817 občanů na 58 usedlostech. Tři dělníci pracovali ve třech mlýnech a 10 pracovalo na pěti pilách. V létech 1844-47 hladomor způsobil značný počet úmrtí. První polská veřejná škola začala fungovat v roce 1852. Nové školní budovy byly otevřeny v letech 1873-1894. Původní obec Lomná byla rozdělena na Horní a Dolní Lomnou 1. ledna 1890. Nový kostel byl vysvěcen v roce 1896. Podle rakouského sčítání lidu v roce 1910 žilo v Horní Lomné 615 občanů, z nichž 602 (97,9 %) byli Poláci, 11 (1,8 %) Češi a 2 (0,3 %) Němci.
V 19. století se po epidemii cholery začala konat procesí ke kříži u pramene na Salajce. Později zde byl postaven kostel svatého Kříže a kaple Matky Boží Lurdské. Poutní místo navštívil i Ferdinand I. Bulharský. Od roku 1995 vede nad studánkou Křížová cesta, postavená ke stému výročí kostela.

## Osobnosti
V obci se narodil a aktivně působil Jan Korzenny, vysokoškolský pedagog, filolog a literární vědec v oblasti česko-polských literárních vztahů. Věnoval se rovněž polské regionální literatuře Těšínského Slezska a regionální historii se zaměřením na údolí Lomné.

## Pamětihodnosti
- Spolek pro vojenská pietní místa Zde
- Národní přírodní rezervace Mionší
- Přírodní rezervace Uplaz
- Přírodní rezervace Velký Polom
- Přírodní památka Kyčmol

## Obyvatelstvo

Věková struktura obyvatel obce Horní Lomná roku 2011